# Кубок наслідного принца Катару 2005
Кубок наслідного принца Катару 2005 — 11-й розіграш турніру. Матчі відбулися з 29 квітня по 7 травня 2005 року між чотирма найсильнішими командами Катару сезону 2004—05. Титул переможця змагання виборов клуб Аль-Хор, котрий з рахунком 2:1 переміг у фіналі Аль-Гарафа.
| Володар Кубка наслідного принца Катару 2005 |
| ------------------------------------------- |
|                                             |
| Аль-Хор Перший титул                        |

## Формат
У турнірі взяли чотири найуспішніші команди Чемпіонату Катару 2004-05.
- Чемпіон — «Аль-Гарафа»
- Віце-чемпіон — «Ар-Райян»
- Бронзовий призер — «Аль-Хор»
- 4 місце — «Катар СК»

## Півфінали

### Перші матчі
| 29 квітня 2005 18:45 (EEST) |

| Аль-Гарафа   | 2:0      | Катар СК |
| ------------ | -------- | -------- |
| Сорія Хубаїл | Протокол |          |

|  |

| 30 квітня 2005 18:45 (EEST) |

| Ар-Райян            | 1:4      | Аль-Хор                                           |
| ------------------- | -------- | ------------------------------------------------- |
| Бенарбія 41' (пен.) | Протокол | Махмуд 11', 51' (пен.) Мустафа 31' Алі Джумаа 80' |

|  |

### Повторні матчі
| 2 травня 2005 18:45 (EEST) |

| Катар СК          | 1:1      | Аль-Гарафа |
| ----------------- | -------- | ---------- |
| Мохаммед Омар 53' | Протокол | Хубаїл 44' |

|  |

| 3 травня 2005 18:45 (EEST) |

| Аль-Хор | 1:1      | Ар-Райян       |
| ------- | -------- | -------------- |
| 81'     | Протокол | Хусаїн Алі 71' |

|  |

## Фінал
| 7 травня 2005 20:00 (EEST) |

| Аль-Гарафа | 1:2 дч   | Аль-Хор         |
| ---------- | -------- | --------------- |
| Хубаїл 80' | Протокол | Махмуд 3', 104' |

|  |